# Соложеник
Соложе́ник — український пиріг із солодкого тіста, який переважно готували на Великодні свята. Головною особливістю соложеника є велика кількість яєць для його приготування.

## Опис
Принцип приготування: жовтки, вершки, цукор та масло (якщо воно є у рецепті) ретельно перемішують з борошном у рідке тісто, до якого для ще більшого розрідження у останній момент додають невелику кількість збитих білків. З такого тіста випікають декілька млинців і начиняють їх солодким наповнювачем, після чого обливають збитими білками і запікають. Існує і полегшений варіант, де замість приготування млинців всі компоненти змішують у однорідну масу, заливають зверху збитими білками і ставлять у піч.
Кулінарний етнограф Зіновія Клиновецька у своїй книзі «Страви та напої на Україні» (1913 р.) описує сім рецептів соложеників (з варенням, мигдалем, вершками, сиром, яблуками (Полтавський), маком і вишнями).

## Інгредієнти
Для приготування соложеника полтавського потрібні:
- борошно — 1½ склянки;
- яйця (жовтки) — 1 склянка (10 шт);
- вершки — 1 склянка;
- вершкове масло — 1 склянка;
- цукор — 1 склянка;
- цукрова пудра — 100 грамів;
- яблука — 500 грамів;
- цедра — з двох лимонів;
- наповнювач — варення, за смаком.

## Рецепт приготування
Добре змішати борошно, жовтки, вершки, масло, цукор, цедру. Перед випіканням додати до тіста трішки менше половини від збитих у піну білків (від 4-х з 10 яєць). До білків, що залишились, додати цукрову пудру і обережно змішати, щоб білки не осіли. Спекти 4 чи 5 однакових млинців. На вогні, довести до потрібної м'якості нарізані яблука. Далі почергово: покласти млинець і змастити його густим варенням, другий — викласти яблуками. На останній викласти і яблука, і варення. Залити все білками і випікати доки білки не підрум'яняться.